# Alaverdi
Alaverdi (armeniska: Ալավերդի, äldre Manes) är en stad vid floden Debed i provinsen Lori i norra Armenien, nära gränsen till Georgien. Befolkningen var 16 600 invånare i början av 2008. Staden har betydande gruvdrift och ligger vid den enda järnvägsförbindelsen mellan Armenien och Georgien.

## Vänorter
- Kobuleti, Georgien, sedan 28 maj 2007.[2]
- Agios Ioannis Rentis, (kommun i Aten), Grekland, sedan 1 oktober 2007.[3]